# Іван Араліца
Іван Араліца (хорв. Ivan Aralica, нар. 10 вересня 1930, Пуляне, Хорватія) — хорватський письменник, есеїст, сценарист і академік. Один із найвизначніших авторів хорватської літератури другої половини XX століття.

## Біографія
Іван Араліца народився в селі Пуляне на горі Промина. У 1953 році закінчив Педагогічний коледж (Učiteljska škola) у Книні, а в 1961 році — факультет югославістики Філософського факультету в Задарі. Працював учителем у селах Далматинської Загори, а також обіймав посаду директора Учительської школи та Педагогічної гімназії у Задарі.
У другій половині 1960-х років долучився до руху Хорватської весни, а в 1969–1972 роках був депутатом Сабору Соціалістичної Республіки. Після придушення руху втратив керівну посаду та відійшов від політичного життя, зосередившись на літературній діяльності. У 1990-их знову повернувся до активної громадської діяльності. На виборах 1993 року отримав мандат депутата Сабору та став віце-президентом Палати округів. У 2000 році завершив політичну кар'єру. З 1992 року був дійсним членом Хорватської академії наук і мистецтв. У 2010 році отримав престижну премію Владимира Назора (Vladimir Nazor) за внесок у культуру. На сьогодні Іван Араліца продовжує працювати у літературі та досліджувати національні й історичні теми у своїх творах.

## Літературна діяльність
Дебютував у 1960-х роках із соціально ангажованою прозою. У творах аналізував суспільні зміни в повоєнний період («Всьому свій час» (Svemu ima vrijeme, 1967); «А приклад звали Лаудина» (A primjer se zvao Laudina, 1969); «Філіп» (Filip, 1970)).
Його головна творча фаза почалася з роману «Вершник» (Konjanik, 1971) та збірки «Ілюзії пекельних малюнків» (Opsjene paklenih crteža, 1977), у яких досліджує історію південної Хорватії та духовну спадщину Далматинської загори. Роман «Собаки в торговому містечку» (Psi u trgovištu, 1979) відіграв важливу роль у творчості Араліци, здобувши визнання як серед читачів, так і серед літературних критиків. Його успіх значною мірою зумовлений авторським прагненням осмислити й художньо відобразити цікаві аспекти хорватської історії. Цей підхід він розвинув і в наступних творах, таких як «Дорога без сну» (Put bez sna, 1982), «Душі рабів» (Duše robova, 1984) та «Будівельник корчми» (Graditelj svratišta, 1986).
Особливу увагу автор приділяє культурній та матеріальній спадщині жителів Далматинської Загори.  Його стиль вирізняється поєднанням народної мови, літописної традиції та фольклорних мотивів.
У 1980-х повертається до соціально критичних тем. У романі «Рамка для ненависті» (Okvir za mržnju, 1987) досліджує моральні суперечності соціалістичного ладу, а також зіткнення творчої особистості з репресивними механізмами тоталітарної влади. Водночас у творі «Таємниця сарматського орла» (Tajna sarmatskog orla, 1989) розглядає ідейні розбіжності всередині хорватського лівого руху в міжвоєнний період, які згодом позначилися на різних концепціях нації, державності та суспільного устрою після Другої світової війни.
Події Вітчизняної війни, які супроводжувалися національною консолідацією хорватського народу, знайшли відображення і в творчості Араліци. Пише романи, що висвітлюють національні та історичні теми, зокрема «Мати Марія» (Majka Marija, 1992) і «Книга гіркого докору» (Knjiga gorkog prijekora, 1994). У 1997 році видає «Чотири ряди» (Četverored), у якому досліджує тему Блайбурзької трагедії.
На початку 2000-х публікує серію «романів із ключем» («Амбра» (Ambra, 2001); «Бідняк» (Fukara, 2002); «Равлик» (Puž, 2004)), у яких полемічно критикує політичних опонентів. Подальші твори «Святиня» (Svetinka, 2003), «Сонце» (Sunce, 2006) i «Рунолист» (Runolist, 2008) зосереджені на ролі католицизму як моральної основи життя.
Його нові романи, як-от «Життя, населене тінями» (Život nastanjen sjenama, 2009) і «Браслет» (Narukvica, 2023), досліджують долю хорватського народу крізь призму історичних подій XX століття.
Твори автора перекладені англійською, німецькою, італійською, словацькою, словенською, албанською, македонською та іншими мовами.

## Відзнаки та нагороди
За свою творчість удостоєний численних нагород, зокрема:
- 1981: Нагорода Ксавера Шандора Джяльського[hr] за роман «Собаки в торговому містечку» (Psi u trgovištu).
- 1986: Нагорода Фонду Мирослава Крлежі за найкраще літературне досягнення в Хорватії (1982—1986), за романи «Дорога без сну» (Put bez sna) та «Душі рабів» (Duše robova).
- 1995: Орден Даниці хорватської з образом Антуна Радича.
- 2002: Нагорода "Петар Зринський! за найкращий прозовий твір року, за роман «Бідняк» (Fukara).
- 2008: Нагорода Дубравка Хорватича[hr] за оповідання «Роки» (Godine), опубліковане у журналі «Хорватське письмо» (Hrvatsko slovo).
- 2009: Нагорода Матиці хорватської Август Шеноа[hr] за книгу «Життя, населене тінями» (Život nastanjen sjenama).
- 2010: [./Https://hr.wikipedia.org/wiki/Nagrada_Vladimir_Nazor Нагорода Владимира Назора] за життєвий внесок у літературу.
- 2010: Почесна відзнака «Доброго ранку, море[hr]» з поетичних зустрічей у Подстрані.
- 2011: Нагорода Ксавера Шандора Джяльського[hr] за роман «Царські карети» (Carske kočije).
- 2014: Нагорода Антуна Бранка Шиміча[hr] за роман «Япунджі» (Japundže).
- 2019: Нагорода міста Книн за життєві досягнення.
- 2022: Велика золота відзнака «Щоб не забули» (Da se ne zaboravi).
- 2022: Почесна грамота Сплітсько-далматинської жупанії за значний внесок у культуру та літературу.
- 2023: Особиста нагорода міста Сінь за популяризацію Сіня у літературі.

## Екранізації
За його творами створено кілька кінофільмів:
- «Життя з дядьком» (Život sa stricem), 1987, реж. Крсто Папич
- «Леді» (Gospa), 1994, реж. Яков Седлар[hr]
- «Чотири ряди» (Četverored), 1999, реж. Яков Седлар[hr]
- «Вершник» (Konjanik), 2003, реж. Бранко Іванда[en].